# Camp de Morvedre
Camp de Morvedre (Tiếng Tây Ban Nha: Campo de Morvedre) là một comarca trong tỉnh Valencia, Cộng đồng Valencian, Tây Ban Nha.

## Các đô thị bên trong
- Albalat dels Tarongers
- Alfara de Algimia
- Algar de Palancia
- Algimia de Alfara
- Benavites
- Benifairó de les Valls
- Canet d'En Berenguer
- Estivella
- Faura
- Gilet
- Petrés
- Quart de les Valls
- Quartell
- Sagunto
- Segart
- Torres Torres